# Patrick Russel
Patrick Russel (22 dicembre 1946) è un ex sciatore alpino francese, vincitore di due medaglie iridate e di tre Coppe del Mondo di specialità.

## Biografia

### Stagioni 1968-1969
Specialista delle gare tecniche originario di Chamonix, Russel debuttò in campo internazionale in occasione del Critérium de la première neige 1967, il 14 dicembre a Val-d'Isère in slalom gigante (21º); in Coppa del Mondo esordì il 24 febbraio 1968 a Oslo nella medesima specialità (9º) e il giorno seguente conquistò il primo successo, nonché primo podio, nella stessa località in slalom speciale. Vinse quindi anche lo slalom speciale della Vitranc Cup, il 1º marzo a Kranjska Gora, e alla fine di quella stagione 1967-1968 risultò 3º nella classifica della Coppa del Mondo di slalom speciale.
Nella stagione 1968-1969 conquistò 5 podi in Coppa del Mondo, con 2 vittorie tra le quali quella nello slalom speciale della Ganslern di Kitzbühel il 19 gennaio, e si aggiudicò la sua prima Coppa del Mondo di slalom speciale a pari merito con i connazionali Jean-Noël Augert e Alain Penz e con l'austriaco Alfred Matt.

### Stagione 1970
Anche nella stagione 1969-1970 vinse la Coppa del Mondo di slalom speciale, nuovamente a pari merito con Penz; i suoi podi stagionali furono 12 con 6 vittorie (tra le quali quelle nello slalom speciale della Männlichen/Jungfrau di Wengen, l'11 gennaio, e nuovamente in quello della Ganslern di Kitzbühel, il 18 gennaio) e si piazzò 2º sia nella classifica generale (a 3 punti dal vincitore, l'austriaco Karl Schranz) sia in quella della Coppa del Mondo di slalom gigante (a pari merito con lo svizzero Dumeng Giovanoli, sopravanzati entrambi dall'italiano Gustav Thöni di 5 punti).
Nella stessa stagione venne convocato per i Mondiali di Val Gardena 1970, sua unica presenza iridata, e onorò la partecipazione vincendo due medaglie d'argento, nello slalom speciale e nella combinata; si classificò inoltre 43º nella discesa libera e 8º nello slalom gigante. Sempre nel 1970 si aggiudicò anche la combinata dell'Hahnenkamm di Kitzbühel (17-18 gennaio), non valida ai fini della Coppa del Mondo.

### Stagioni 1971-1972
Nella stagione 1970-1971 realizzò i suoi risultati migliori in slalom gigante e ciò gli permise di conquistare la Coppa del Mondo anche in questa specialità (a pari merito con Thöni), mentre nella classifica generale fu 3º; i suoi podi stagionali furono 8 con 3 vittorie (tra le quali quella nello slalom gigante della Chuenisbärgli di Adelboden, il 18 gennaio, e quella nello slalom speciale di Mont-Sainte-Anne del 14 febbraio, l'ultima della sua carriera). Il 13 marzo 1971 a Åre salì per l'ultima volta sul podio nel circuito giungendo 3º in slalom speciale alle spalle dell'austriaco David Zwilling e del tedesco occidentale Sepp Heckelmiller; sempre nel 1971 si aggiudicò anche la combinata dell'Arlberg-Kandahar disputata a Crans-Montana e Mürren (5-7 febbraio), non valida ai fini della Coppa del Mondo.
Il 9 gennaio 1972 con il 6º posto nello slalom speciale di Coppa del Mondo disputato a Berchtesgaden concluse la sua ultima gara: il giorno successivo infatti cadde al termine della prima manche della prova di slalom gigante, fratturandosi una gamba. Dopo un lungo e difficile recupero avrebbe voluto tornare alle competizioni ma, poiché partecipò alla contestazione contro i responsabili tecnici della nazionale francese assieme ad altri atleti di primo piano della squadra maschile, il direttore tecnico Georges Joubert e la Federazione sciistica della Francia reagirono mettendoli fuori squadra. Non prese parte a rassegne olimpiche.

## Palmarès

### Mondiali
- 2 medaglie:
  - 2 argenti (slalom speciale[2], combinata a Val Gardena 1970)

### Coppa del Mondo
- Miglior piazzamento in classifica generale: 2º nel 1970
- Vincitore della Coppa del Mondo di slalom gigante nel 1971
- Vincitore della Coppa del Mondo di slalom speciale nel 1969 e nel 1970
- 27 podi:
  - 13 vittorie
  - 6 secondi posti
  - 8 terzi posti

#### Coppa del Mondo - vittorie
| Data             | Località         | Paese       | Specialità |
| ---------------- | ---------------- | ----------- | ---------- |
| 25 febbraio 1968 | Oslo             | Norvegia    | SL         |
| 1º marzo 1968    | Kranjska Gora    | Jugoslavia  | SL         |
| 19 gennaio 1969  | Kitzbühel        | Austria     | SL         |
| 9 febbraio 1969  | Åre              | Svezia      | SL         |
| 20 dicembre 1969 | Lienz            | Austria     | GS         |
| 11 gennaio 1970  | Wengen           | Svizzera    | SL         |
| 18 gennaio 1970  | Kitzbühel        | Austria     | SL         |
| 25 gennaio 1970  | Megève           | Francia     | SL         |
| 8 marzo 1970     | Heavenly Valley  | Stati Uniti | GS         |
| 15 marzo 1970    | Voss             | Norvegia    | SL         |
| 17 dicembre 1970 | Val-d'Isère      | Francia     | GS         |
| 18 gennaio 1971  | Adelboden        | Svizzera    | GS         |
| 14 febbraio 1971 | Mont-Sainte-Anne | Canada      | SL         |

Legenda:

GS = slalom gigante

SL = slalom speciale

## Campionati francesi
- 2 ori (slalom gigante, slalom speciale nel 1971)[senza fonte]

## Statistiche

### Podi in Coppa del Mondo
| Stagione/Specialità | Slalom gigante | Slalom gigante | Slalom gigante | Slalom speciale | Slalom speciale | Slalom speciale | Podi totali |
| ------------------- | -------------- | -------------- | -------------- | --------------- | --------------- | --------------- | ----------- |
| Stagione/Specialità | 1º             | 2º             | 3º             | 1º              | 2º              | 3º              | Podi totali |
| 1968                |                |                |                | 2               |                 |                 | 2           |
| 1969                |                |                |                | 2               |                 | 3               | 5           |
| 1970                | 2              | 2              | 1              | 4               | 2               | 1               | 12          |
| 1971                | 2              | 2              | 1              | 1               |                 | 2               | 8           |
| 1972                |                |                |                |                 |                 |                 | 0           |
| Totale              | 4              | 4              | 2              | 9               | 2               | 6               | 27          |
| Totale              | 10             | 10             | 10             | 17              | 17              | 17              | 27          |